# Zada Williams
Zada Keandre Williams (ur. 12 grudnia 1996 w Babson Park) – amerykańska koszykarka występująca na pozycjach silnej skrzydłowej lub środkowej, od 2023 zawodniczka SKK Polonii Warszawa.
26 czerwca 2021 dołączyła do włoskiego Use Scotti Rosa Empoli.

## Osiągnięcia
Stan na 10 marca 2024, na podstawie, o ile nie zaznaczono inaczej.

### NCAA
- Uczestniczka rozgrywek turnieju NCAA (2016, 2017)
- Zaliczona do I składu:
  - SEC Community Service Team (2020)
  - turnieju Desert (2018)

### Drużynowe
- Mistrzyni Słowacji (2021)[1]

### Indywidualne
(* – nagrody przyznane przez portal eurobasket.com)
- MVP kolejki OBLK (1 – 2023/2024)[4]
- Debiutantka roki ligi greckiej (2023)*[5]
- Zaliczona do:
  - I składu:
    - kolejki OBLK (1, 14 – 2023/2024)[6][7]
    - ligi słowackiej (2021)*[1]

  - III składu ligi greckiej (2023)*[5]